# Raïon de Souzdal
Le raïon de Souzdal (en russe : Су́здальский райо́н, Souzdalski raïon) est un raïon de l'oblast de Vladimir, située dans le centre-nord de la Russie européenne. Situé dans la région naturelle et historique de l'Opolié et possédant un climat continental, il comptait 46 468 habitants en 2023, ce qui en fait la 7e subdivision de l'oblast au regard de la population. Sa capitale est la ville historique de Souzdal, avec 9 090 habitants (2023).
Le raïon est située dans le bassin de la Nerl, un affluent de la Kliazma, qui irrigue le raïon et ses exploitations agricoles qui profitent des terres noires fertiles du sol. L'agriculture occupe 100,5 mille hectares des terres du raïon, soit 67,95 % des 1 479 km2 de la subdivision. L'autre secteur économique, en pleine croissance, est le tourisme, la région comptant de très nombreuses églises, tandis que sa capitale, Souzdal est parmi les plus riches du pays.
Son patrimoine exceptionnel est la conséquence de son histoire ancienne, l'Opolié ayant été l'une des premières régions peuplées par les slaves lors de la colonisation du nord-est de la Russie. Dès 1024, la ville de Souzdal est mentionnée, tandis qu'un siècle plus tard, elle devient brièvement la capitale de la puissante principauté de Vladimir-Souzdal. Mais il faut attendre le 10 juin 1929 pour que le raïon de Souzdal apparaisse sur les cartes, raïon comptant aujourd'hui 138 villes et villages, confrontés en partie à l'exode rural, même si la population augmente à nouveau depuis 2020.

## Géographie
Le raïon de Souzdal fait partie de l'oblast de Vladimir, dans ce qui était autrefois la principauté de Vladimir-Souzdal en Russie européenne. Le raïon se situe en Opolié, région naturelle et historique au paysage champêtre riche en terres noires qui a vu naître la principauté. Cette région est vallonnée, et est l'une des 3 régions naturelles de l'oblast.
Il est limitrophe de 7 subdivisions, dont 5 dans l'oblast de Vladimir, avec le raïon de Iouriev-Polski à l'ouest (chef-lieu : Iouriev-Polski), du raïon de Sobinka au sud-ouest (chef-lieu : Sobinka), de l'okroug urbain de Vladimir au sud, du raïon de Kamechkovo à l'est (chef-lieu : Kamechkovo). Deux autres raïons de l'oblast d'Ivanovo le bordent au nord: le raïon de Lejnovo au nord-est (chef-lieu : Lejnevo) et le raïon de Gavrilov Possad (chef-lieu : Gavrilov Possad).

Le raïon est drainé par de petits cours d'eau, qui font toutes parties du bassin de la Kliazma, un sous-affluent de la Volga. La plupart des cours d'eau du raïon font partie du bassin de la Nerl, principale rivière du raïon, qui est un affluent de la Kliazma, se jetant dans cette dernière à Bogolioubovo.

Paysages du raïon de Souzdal :
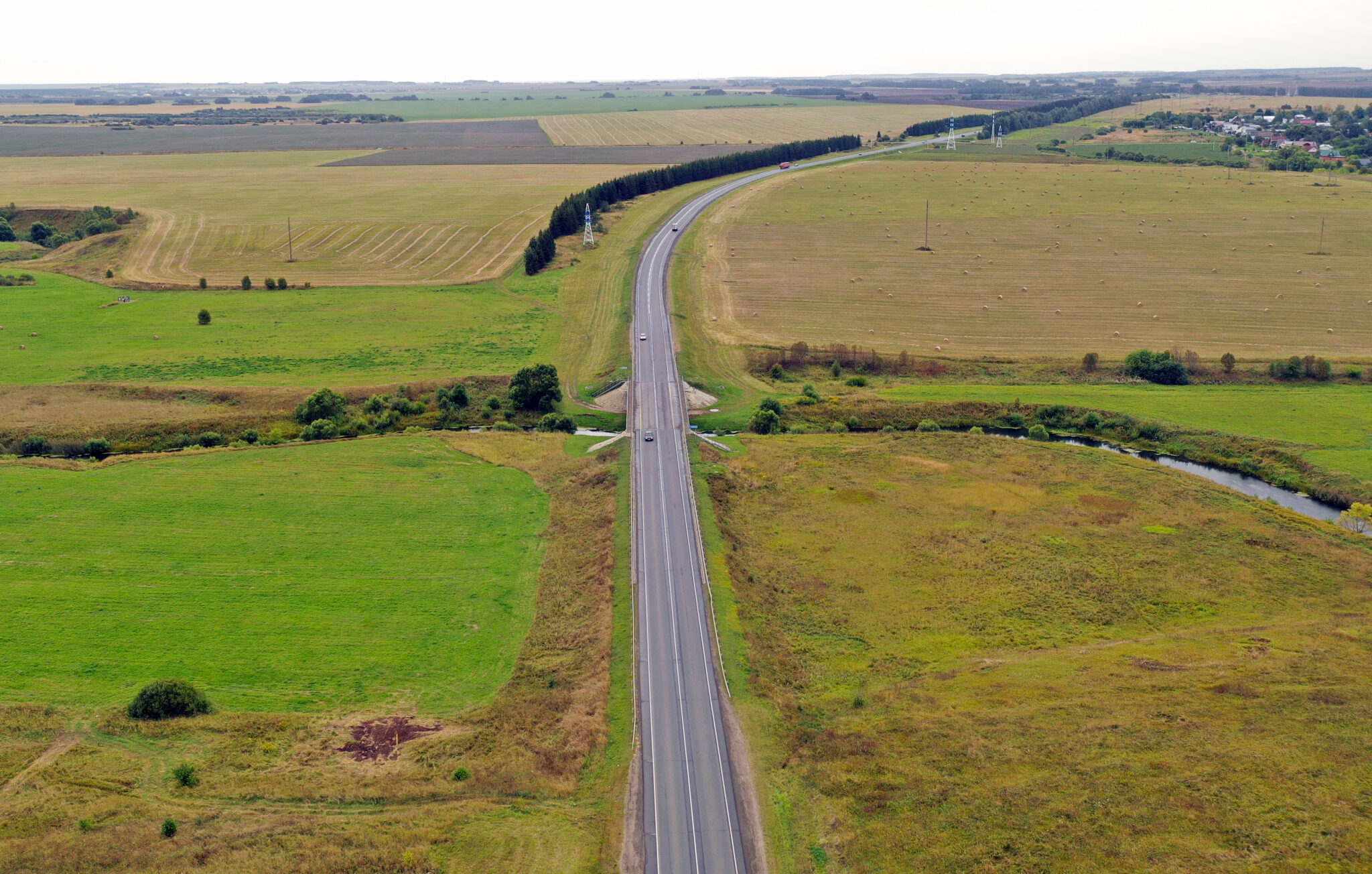
La R132 contournant par l'est Souzdal avec de nombreux champs.
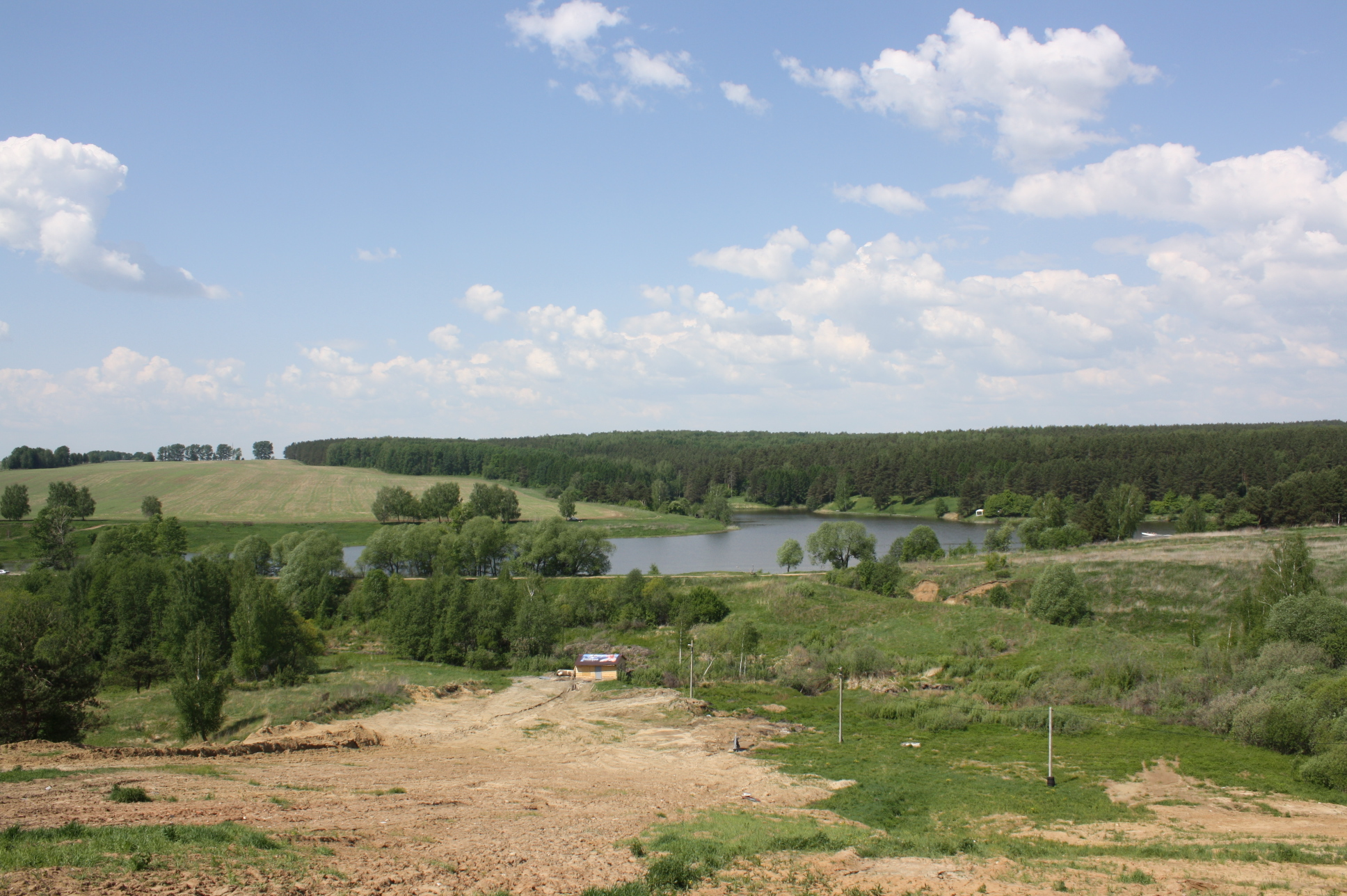
Forêt près de Sadovy avec un lac artificiel.
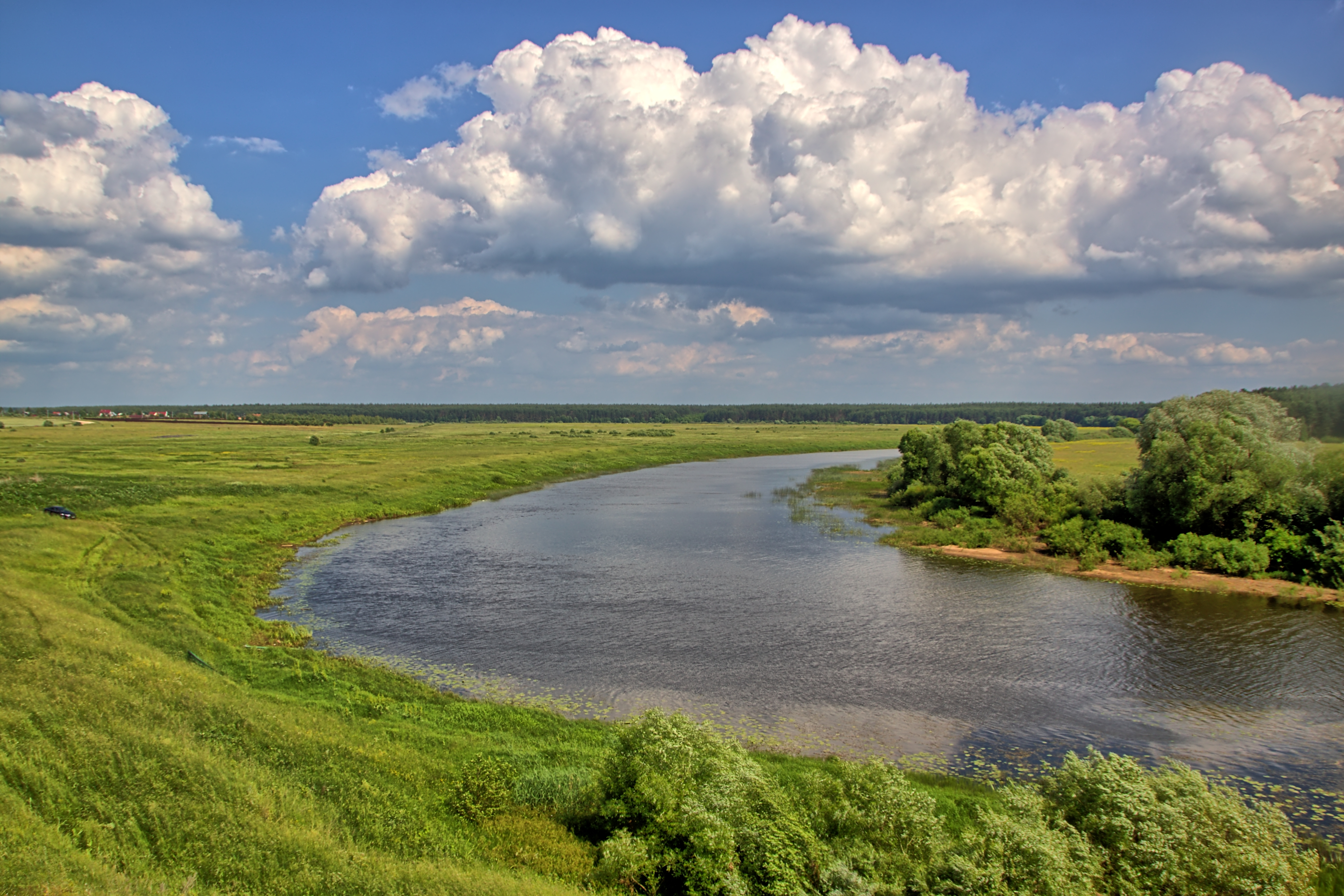
La Nerl à Spasskoïe-Gorodichtche.
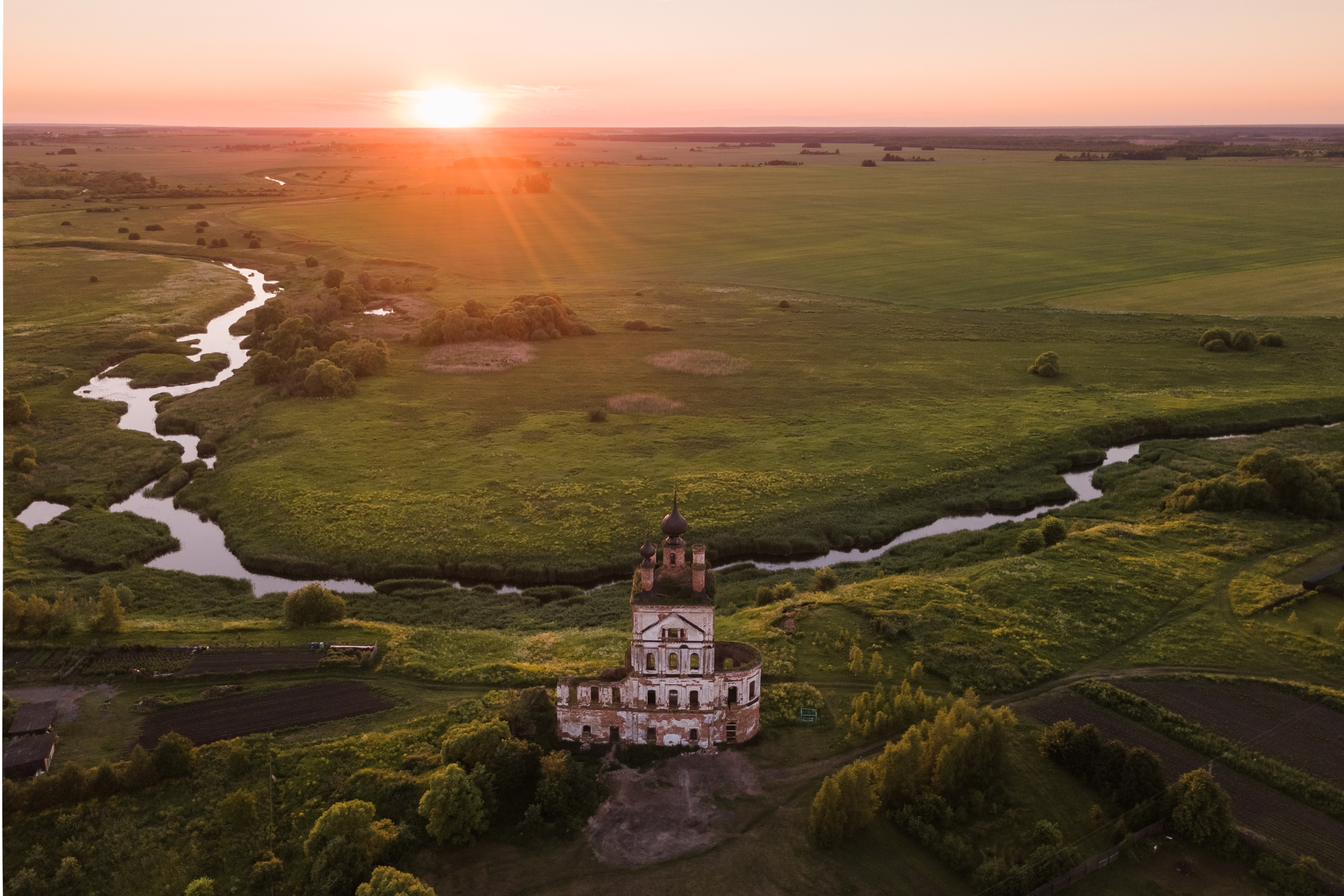
Vue de l'église de Ves dans le nord du raïon.

## Politique et administration

### Résultats électoraux
Le raïon fait partie de la circonscription de Souzdal pour les élections législatives russes.
| Scrutin             | 1er tour | 1er tour | 1er tour | 1er tour | 1er tour | 1er tour | 1er tour | 1er tour | 1er tour | 1er tour | 1er tour | 1er tour | 2d tour                  | 2d tour                  | 2d tour                  | 2d tour                  | 2d tour                  | 2d tour                  | 2d tour                  | 2d tour                  |
| Scrutin             | 1er      | 1er      | %        | 2e       | 2e       | %        | 3e       | 3e       | %        | 4e       | 4e       | %        | 1er                      | %                        | 2e                       | %                        | 3e                       | %                        | 4e                       | %                        |
| ------------------- | -------- | -------- | -------- | -------- | -------- | -------- | -------- | -------- | -------- | -------- | -------- | -------- | ------------------------ | ------------------------ | ------------------------ | ------------------------ | ------------------------ | ------------------------ | ------------------------ | ------------------------ |
| Présidentielle 2012 |          | ER       | 55,54    |          | KPRF     | 18,25    |          | SE       | 9,92     |          | LDPR     | 8,51     | Victoire au premier tour | Victoire au premier tour | Victoire au premier tour | Victoire au premier tour | Victoire au premier tour | Victoire au premier tour | Victoire au premier tour | Victoire au premier tour |
| Législatives 2016   |          | ER       | 47,98    |          | LDPR     | 19,07    |          | KPRF     | 11,67    |          | SRZP     | 4,95     | Tour unique              | Tour unique              | Tour unique              | Tour unique              | Tour unique              | Tour unique              | Tour unique              | Tour unique              |
| Présidentielle 2018 |          | ER       | 74,83    |          | KPRF     | 11,90    |          | LDPR     | 7,95     |          | GRANI    | 1,4      | Victoire au premier tour | Victoire au premier tour | Victoire au premier tour | Victoire au premier tour | Victoire au premier tour | Victoire au premier tour | Victoire au premier tour | Victoire au premier tour |
| Législatives 2021   |          | ER       | 38,58    |          | KPRF     | 25,84    |          | LDPR     | 9,72     |          | NL       | 7,56     | Tour unique              | Tour unique              | Tour unique              | Tour unique              | Tour unique              | Tour unique              | Tour unique              | Tour unique              |

### Pouvoir exécutif
Le raïon possède onze agences subordonnées, qui sont le département de la direction, celui du centre d'information, celui des statistiques et secteur social, celui des machines agricoles, la direction du complexe historique et paysager d'importance régionale (le patrimoine), le service chargé d'assurer les activités des collectivités locales et des institutions municipales, celui du foncier, lui du développement routier, des services publics (eau, électricité, gaz) et le département de l'agriculture.

### Municipalités
Le raïon de Souzdal, dans le cadre de l'organisation de l'autonomie locale, est divisé en 5 municipalités ; avec d'une part un établissement urbain, et de l'autre 4 établissements ruraux.
Ces municipalités furent instituées le 26 novembre 2004 par la loi de l'oblast de Vladimir no 190-0Z. Les municipalités sont à peu près égales en population, allant de 7 744 habitants pour celle de Seltso à 11 646 habitants pour celle de Bogolioubovo. Elles portent toutes le nom de leur centre administratif, et possèdent chacune une douma municipale ainsi qu'un pouvoir exécutif.
| Municipalités         | Municipalités                           | Municipalités                          | Municipalités        | Municipalités        | Municipalités        | Municipalités        |
| N°                    | Municipalités                           | Nom russe                              | Population 2023      | Superficie (km2)     | Centre administratif | Localités            |
| Établissement urbain  | Établissement urbain                    | Établissement urbain                   | Établissement urbain | Établissement urbain | Établissement urbain | Établissement urbain |
| --------------------- | --------------------------------------- | -------------------------------------- | -------------------- | -------------------- | -------------------- | -------------------- |
| 1                     | Ville de Souzdal                        | город Суздаль                          | 9090                 | 15,00                | Souzdal              | 1                    |
| Établissements ruraux |                                         |                                        |                      |                      |                      |                      |
| 2                     | Établissement rural de Boglioubovo      | Боголюбовское сельское поселение       | 11646                | 118,67               | Bogolioubovo         | 15                   |
| 3                     | Établissement rural de Novoaleksandrovo | Новоалександровское сельское поселение | 10137                | 326,20               | Novoaleksandrovo     | 43                   |
| 4                     | Établissement rural de Pavlovskoïe      | Павловское сельское поселение          | 7851                 | 254,73               | Pavlovskoïe          | 22                   |
| 5                     | Établissement rural de Seltso           | Селецкое сельское поселение            | 7744                 | 764,40               | Seltso               | 57                   |

### Localités
Selon le recensement de 2021, le raïon comptait 138 localités; réparties entre 1 localité urbaine, la ville de Souzdal ; et 137 localités rurales. Dans ces localités rurales, on trouve 81 villages (en russe : село), 18 hameaux et 8 possolioks.
| Liste des localités du raïon | Liste des localités du raïon | Liste des localités du raïon       | Liste des localités du raïon | Liste des localités du raïon | Liste des localités du raïon            |
| N°                           | Localités                    | Nom russe                          | Statut                       | Population Recensement 2021  | Municipalité                            |
| ---------------------------- | ---------------------------- | ---------------------------------- | ---------------------------- | ---------------------------- | --------------------------------------- |
| 1                            | Abakoumlevo                  | Абакумлево                         | village                      | 22                           | Établissement rural de Seltso           |
| 2                            | Alferikha                    | Алфериха                           | hameau                       | 25                           | Établissement rural de Seltso           |
| 3                            | Annino                       | Аннино                             | hameau                       | 0                            | Établissement rural de Novoaleksandrovo |
| 4                            | Babarino                     | Бабарино                           | hameau                       | 14                           | Établissement rural de Seltso           |
| 5                            | Bagrinovo                    | Багриново                          | hameau                       | 160                          | Établissement rural de Novoaleksandrovo |
| 6                            | Barskoïe-Gorodichtché        | Барское-Городище                   | village                      | 286                          | Établissement rural de Pavlovskoïe      |
| 7                            | Baskaki                      | Баскаки                            | village                      | 36                           | Établissement rural de Boglioubovo      |
| 8                            | Bereznitsy                   | Березницы                          | hameau                       | 15                           | Établissement rural de Seltso           |
| 9                            | Bogolioubka                  | Боголюбка                          | hameau                       | 96                           | Établissement rural de Novoaleksandrovo |
| 10                           | Bogolioubovo                 | Боголюбово                         | possiolok                    | 4729                         | Établissement rural de Boglioubovo      |
| 11                           | Bogoslovo                    | Богослово                          | village                      | 1123                         | Établissement rural de Novoaleksandrovo |
| 12                           | Bolchoïe Borissovo           | Большое Борисово                   | village                      | 67                           | Établissement rural de Seltso           |
| 13                           | Borissovskoïe                | Борисовское                        | village                      | 576                          | Établissement rural de Pavlovskoïe      |
| 14                           | Borodino                     | Бородино                           | hameau                       | 29                           | Établissement rural de Novoaleksandrovo |
| 15                           | Brodnitsy                    | Бродницы                           | hameau                       | 115                          | Établissement rural de Pavlovskoïe      |
| 16                           | Broutovo                     | Брутово                            | village                      | 294                          | Établissement rural de Pavlovskoïe      |
| 17                           | Vassilkovo                   | Васильково                         | village                      | 34                           | Établissement rural de Pavlovskoïe      |
| 18                           | Velissovo                    | Велисово                           | hameau                       | 58                           | Établissement rural de Boglioubovo      |
| 19                           | Ves                          | Весь                               | village                      | 596                          | Établissement rural de Seltso           |
| 20                           | Viltsovo                     | Вильцово                           | hameau                       | 8                            | Établissement rural de Seltso           |
| 21                           | Vichenki                     | Вишенки                            | village                      | 13                           | Établissement rural de Seltso           |
| 22                           | Vnoukovo                     | Внуково                            | hameau                       | 40                           | Établissement rural de Novoaleksandrovo |
| 23                           | Vorontsovo                   | Воронцово                          | hameau                       | 9                            | Établissement rural de Novoaleksandrovo |
| 24                           | Voskressenskaïa Slobodka     | Воскресенская Слободка             | village                      | 7                            | Établissement rural de Pavlovskoïe      |
| 25                           | Vypovo                       | Выпово                             | village                      | 68                           | Établissement rural de Pavlovskoïe      |
| 26                           | Vysselki                     | Выселки                            | hameau                       | 18                           | Établissement rural de Boglioubovo      |
| 27                           | Vycheslavskoïe               | Вышеславское                       | village                      | 23                           | Établissement rural de Seltso           |
| 28                           | Gavrilovskoïe                | Гавриловское                       | village                      | 868                          | Établissement rural de Seltso           |
| 29                           | Glazovo                      | Глазово                            | village                      | 4                            | Établissement rural de Seltso           |
| 30                           | Glebovskoïe                  | Глебовское                         | village                      | 141                          | Établissement rural de Seltso           |
| 31                           | Gnezdilovo                   | Гнездилово                         | village                      | 20                           | Établissement rural de Seltso           |
| 32                           | Golovenzino                  | Головенцино                        | village                      | 11                           | Établissement rural de Novoaleksandrovo |
| 33                           | Goritsy                      | Горицы                             | village                      | 124                          | Établissement rural de Novoaleksandrovo |
| 34                           | Grigorevo                    | Григорево                          | hameau                       | 13                           | Établissement rural de Seltso           |
| 35                           | Gridino                      | Гридино                            | hameau                       | 7                            | Établissement rural de Seltso           |
| 36                           | Goubatchevo                  | Губачево                           | hameau                       | 1                            | Établissement rural de Novoaleksandrovo |
| 37                           | Dobrynskoïe                  | Добрынское                         | village                      | 854                          | Établissement rural de Boglioubovo      |
| 38                           | Dorjevo                      | Доржево                            | hameau                       | 5                            | Établissement rural de Boglioubovo      |
| 39                           | Drovniki                     | Дровники                           | hameau                       | 4                            | Établissement rural de Seltso           |
| 40                           | Doukov Bor                   | Дюков Бор                          | possiolok                    | 0                            | Établissement rural de Seltso           |
| 41                           | Zagorié                      | Загорье                            | hameau                       | 26                           | Établissement rural de Novoaleksandrovo |
| 42                           | Zapolitsy                    | Заполицы                           | village                      | 55                           | Établissement rural de Pavlovskoïe      |
| 43                           | Zeleni                       | Зелени                             | hameau                       | 249                          | Établissement rural de Novoaleksandrovo |
| 44                           | Zernevo                      | Зернево                            | hameau                       | 0                            | Établissement rural de Novoaleksandrovo |
| 45                           | Ivanovskoïe                  | Ивановское                         | village                      | 412                          | Établissement rural de Seltso           |
| 46                           | Katraïkha                    | Катраиха                           | hameau                       | 7                            | Établissement rural de Boglioubovo      |
| 47                           | Kibol                        | Кибол                              | village                      | 28                           | Établissement rural de Seltso           |
| 48                           | Kidekcha                     | Кидекша                            | village                      | 118                          | Établissement rural de Seltso           |
| 49                           | Kissarovo                    | Кисарово                           | hameau                       | 11                           | Établissement rural de Pavlovskoïe      |
| 50                           | Kistych                      | Кистыш                             | village                      | 31                           | Établissement rural de Seltso           |
| 51                           | Klementievo                  | Клементьево                        | village                      | 474                          | Établissement rural de Novoaleksandrovo |
| 52                           | Koziki                       | Козики                             | hameau                       | 34                           | Établissement rural de Novoaleksandrovo |
| 53                           | Konstantinovo                | Константиново                      | village                      | 3                            | Établissement rural de Seltso           |
| 54                           | Krapivié                     | Крапивье                           | village                      | 135                          | Établissement rural de Seltso           |
| 55                           | Krasnogvardeïski             | Красногвардейский                  | possiolok                    | 866                          | Établissement rural de Seltso           |
| 56                           | Krasnoïe                     | Красное                            | village                      | 123                          | Établissement rural de Seltso           |
| 57                           | Krasnoïe Souchtchevo         | Красное Сущёво                     | hameau                       | 66                           | Établissement rural de Novoaleksandrovo |
| 58                           | Koutoukovo                   | Кутуково                           | village                      | 532                          | Établissement rural de Novoaleksandrovo |
| 59                           | Lemechki                     | Лемешки                            | village                      | 340                          | Établissement rural de Boglioubovo      |
| 60                           | Lopatintsy                   | Лопатницы                          | village                      | 220                          | Établissement rural de Seltso           |
| 61                           | Liakhovitsy                  | Ляховицы                           | village                      | 96                           | Établissement rural de Seltso           |
| 62                           | Malakhovo                    | Малахово                           | village                      | 40                           | Établissement rural de Novoaleksandrovo |
| 63                           | Malakhovo                    | Малахово                           | hameau                       | 0                            | Établissement rural de Seltso           |
| 64                           | Malinski                     | Малининский                        | possiolok                    | 52                           | Établissement rural de Novoaleksandrovo |
| 65                           | Malo-Boriskovo               | Мало-Борисково                     | village                      | 18                           | Établissement rural de Seltso           |
| 66                           | Maslenka                     | Масленка                           | hameau                       | 43                           | Établissement rural de Novoaleksandrovo |
| 67                           | Mentchakovo                  | Менчаково                          | village                      | 87                           | Établissement rural de Seltso           |
| 68                           | Mordych                      | Мордыш                             | village                      | 496                          | Établissement rural de Pavlovskoïe      |
| 69                           | Motchalynki                  | Мочальники                         | hameau                       | 0                            | Établissement rural de Seltso           |
| 70                           | Nejitino                     | Нежитино                           | hameau                       | 19                           | Établissement rural de Novoaleksandrovo |
| 71                           | Nikoulskoïe                  | Никульское                         | village                      | 16                           | Établissement rural de Novoaleksandrovo |
| 72                           | Novaïa Derevnia              | Новая Деревня                      | hameau                       | 18                           | Établissement rural de Novoaleksandrovo |
| 73                           | Novgorodskoïe                | Новгородское                       | village                      | 35                           | Établissement rural de Novoaleksandrovo |
| 74                           | Novoaleksandrovo             | Новоалександрово                   | village                      | 1099                         | Établissement rural de Novoaleksandrovo |
| 75                           | Novoïe                       | Новое                              | village                      | 1951                         | Établissement rural de Boglioubovo      |
| 76                           | Novokamenskoïe               | Новокаменское                      | village                      | 113                          | Établissement rural de Novoaleksandrovo |
| 77                           | Novossiolka                  | Новосёлка                          | hameau                       | 15                           | Établissement rural de Novoaleksandrovo |
| 78                           | Novossiolka Nerlska          | Новосёлка Нерльская                | village                      | 52                           | Établissement rural de Seltso           |
| 79                           | Novy                         | Новый                              | possiolok                    | 1356                         | Établissement rural de Seltso           |
| 80                           | Obrachtchikha                | Обращиха                           | village                      | 69                           | Établissement rural de Novoaleksandrovo |
| 81                           | Obtchoukhi                   | Овчухи                             | village                      | 135                          | Établissement rural de Pavlovskoïe      |
| 82                           | Olikovo                      | Оликово                            | village                      | 41                           | Établissement rural de Novoaleksandrovo |
| 83                           | Omoutskoïe                   | Омутское                           | village                      | 221                          | Établissement rural de Seltso           |
| 84                           | Oslavskoïe                   | Ославское                          | village                      | 694                          | Établissement rural de Boglioubovo      |
| 85                           | Pavlovskoïe                  | Établissement rural de Pavlovskoïe | village                      | 1453                         | Établissement rural de Pavlovskoïe      |
| 86                           | Pantelikha                   | Пантелиха                          | hameau                       | 2                            | Établissement rural de Seltso           |
| 87                           | Pereborovo                   | Переборово                         | village                      | 145                          | Établissement rural de Pavlovskoïe      |
| 88                           | Pessotchnoïe                 | Песочное                           | hameau                       | 46                           | Établissement rural de Seltso           |
| 89                           | Petrakovo                    | Петраково                          | village                      | 4                            | Établissement rural de Novoaleksandrovo |
| 90                           | Pogost-Bykovo                | Погост-Быково                      | village                      | 41                           | Établissement rural de Seltso           |
| 91                           | Podberezié                   | Подберезье                         | village                      | 46                           | Établissement rural de Novoaleksandrovo |
| 92                           | Poretskoïe                   | Порецкое                           | village                      | 772                          | Établissement rural de Pavlovskoïe      |
| 93                           | Protasovo                    | Протасово                          | hameau                       | 0                            | Établissement rural de Seltso           |
| 94                           | Proudy                       | Пруды                              | hameau                       | 40                           | Établissement rural de Seltso           |
| 95                           | Poustoï Iaroslavl            | Пустой Ярославль                   | hameau                       | 10                           | Établissement rural de Novoaleksandrovo |
| 96                           | Ramenié                      | Раменье                            | hameau                       | 139                          | Établissement rural de Boglioubovo      |
| 97                           | Romanovo                     | Романово                           | village                      | 14                           | Établissement rural de Seltso           |
| 98                           | Sadovy                       | Садовый                            | possiolok                    | 2097                         | Établissement rural de Pavlovskoïe      |
| 99                           | Sanino                       | Санино                             | village                      | 14                           | Établissement rural de Seltso           |
| 100                          | Seltso                       | Сельцо                             | village                      | 343                          | Établissement rural de Seltso           |
| 101                          | Semionovskoïe-Krasnoïe       | Семёновское-Красное                | village                      | 269                          | Établissement rural de Pavlovskoïe      |
| 102                          | Semenovskoïe-Sovetskoïe      | Семеновское-Советское              | village                      | 9                            | Établissement rural de Seltso           |
| 103                          | Seslavskoïe                  | Сеславское                         | village                      | 95                           | Établissement rural de Pavlovskoïe      |
| 104                          | Sizino                       | Сизино                             | hameau                       | 0                            | Établissement rural de Seltso           |
| 105                          | Skorodoumka                  | Скородумка                         | hameau                       | 6                            | Établissement rural de Novoaleksandrovo |
| 106                          | Smolino                      | Смолино                            | hameau                       | 6                            | Établissement rural de Novoaleksandrovo |
| 107                          | Snovitsy                     | Сновицы                            | village                      | 3210                         | Établissement rural de Novoaleksandrovo |
| 108                          | Sodychka                     | Содышка                            | possiolok                    | 686                          | Établissement rural de Novoaleksandrovo |
| 109                          | Sokol                        | Сокол                              | possiolok                    | 1486                         | Établissement rural de Boglioubovo      |
| 110                          | Spasskoïe-Gorodichtche       | Спасское-Городище                  | village                      | 341                          | Établissement rural de Pavlovskoïe      |
| 111                          | Stary Dvor                   | Старый Двор                        | village                      | 668                          | Établissement rural de Novoaleksandrovo |
| 112                          | Soubbotino                   | Субботино                          | hameau                       | 7                            | Établissement rural de Seltso           |
| 113                          | Souvorotskoïe                | Суворотское                        | village                      | 202                          | Établissement rural de Boglioubovo      |
| 114                          | Souzdal                      | Суздаль                            | ville                        | 9286                         | город Суздаль                           |
| 115                          | Souromna                     | Суромна                            | village                      | 941                          | Établissement rural de Boglioubovo      |
| 116                          | Soukhodol                    | Суходол                            | village                      | 454                          | Établissement rural de Pavlovskoïe      |
| 117                          | Souchtchevo                  | Сущёво                             | hameau                       | 83                           | Établissement rural de Novoaleksandrovo |
| 118                          | Tarbaïevo                    | Тарбаево                           | village                      | 94                           | Établissement rural de Seltso           |
| 119                          | Telepnikha                   | Телепниха                          | hameau                       | 0                            | Établissement rural de Seltso           |
| 120                          | Teremets                     | Теремец                            | hameau                       | 12                           | Établissement rural de Novoaleksandrovo |
| 121                          | Tereneïevo                   | Теренеево                          | village                      | 31                           | Établissement rural de Pavlovskoïe      |
| 122                          | Teterino                     | Тетерино                           | village                      | 35                           | Établissement rural de Seltso           |
| 123                          | Torchino                     | Торчино                            | village                      | 469                          | Établissement rural de Seltso           |
| 124                          | Troïtsa-Bereg                | Троица-Берег                       | village                      | 196                          | Établissement rural de Seltso           |
| 125                          | Tourovo                      | Турово                             | hameau                       | 19                           | Établissement rural de Seltso           |
| 126                          | Tourtino                     | Туртино                            | village                      | 420                          | Établissement rural de Seltso           |
| 127                          | Oulovo                       | Улово                              | village                      | 47                           | Établissement rural de Pavlovskoïe      |
| 128                          | Fiodorovskoïe                | Фёдоровское                        | village                      | 36                           | Établissement rural de Seltso           |
| 129                          | Filippouchi                  | Филиппуши                          | hameau                       | 19                           | Établissement rural de Novoaleksandrovo |
| 130                          | Fomitsino                    | Фомицино                           | hameau                       | 4                            | Établissement rural de Novoaleksandrovo |
| 131                          | Khlamovo                     | Хламово                            | hameau                       | 2                            | Établissement rural de Seltso           |
| 132                          | Khotenskoïe                  | Хотенское                          | village                      | 39                           | Établissement rural de Novoaleksandrovo |
| 133                          | Tsibeïevo                    | Цибеево                            | village                      | 477                          | Établissement rural de Novoaleksandrovo |
| 134                          | Tchernij                     | Черниж                             | village                      | 136                          | Établissement rural de Seltso           |
| 135                          | Tchirikovo                   | Чириково                           | village                      | 39                           | Établissement rural de Boglioubovo      |
| 136                          | Iakimanskoïe                 | Якиманское                         | village                      | 21                           | Établissement rural de Pavlovskoïe      |
| 137                          | Ianiovo                      | Янёво                              | village                      | 141                          | Établissement rural de Seltso           |
| 138                          | Ianovets                     | Яновец                             | village                      | 23                           | Établissement rural de Seltso           |

Quelques localités du raïon de Souzdal :
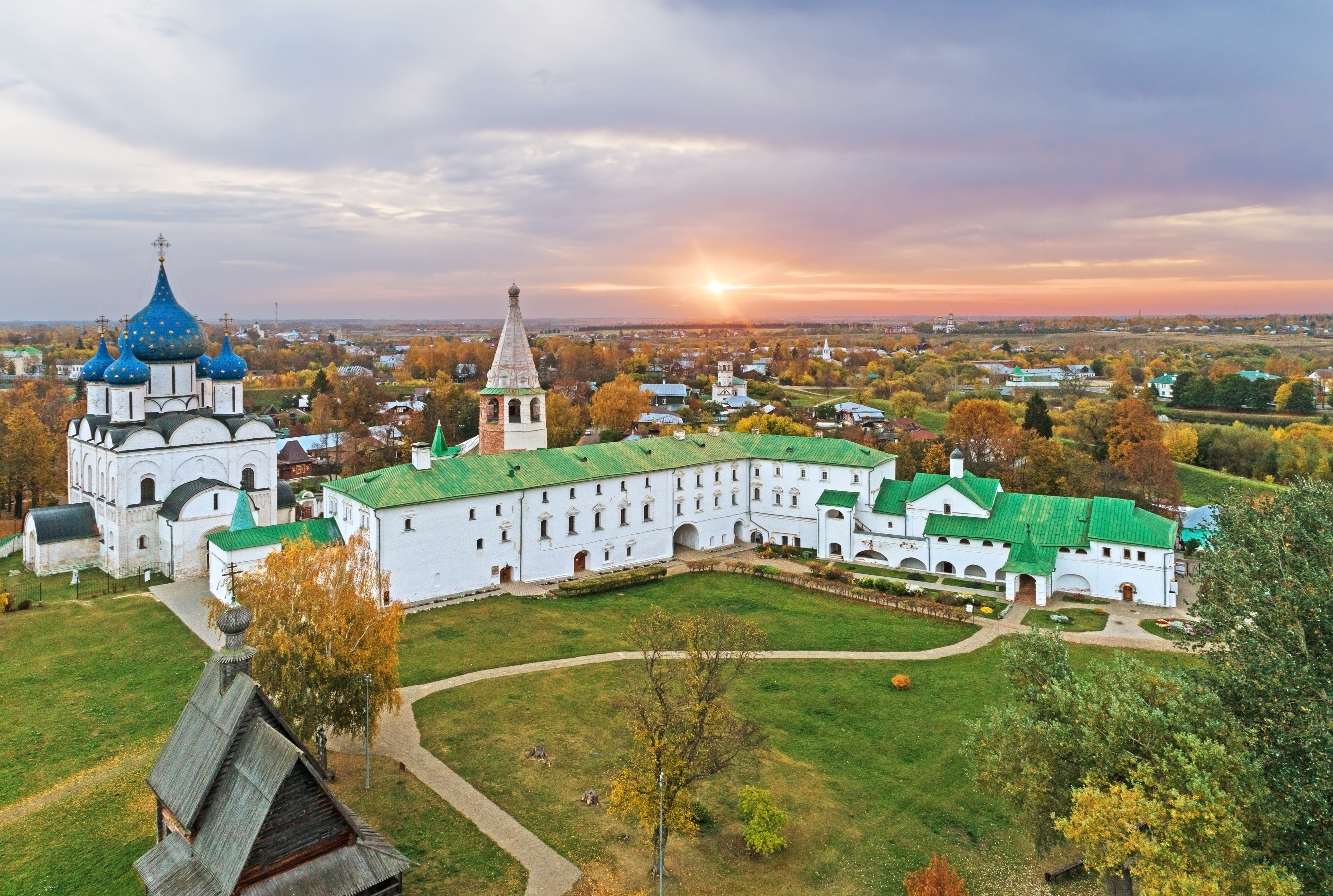
Souzdal.
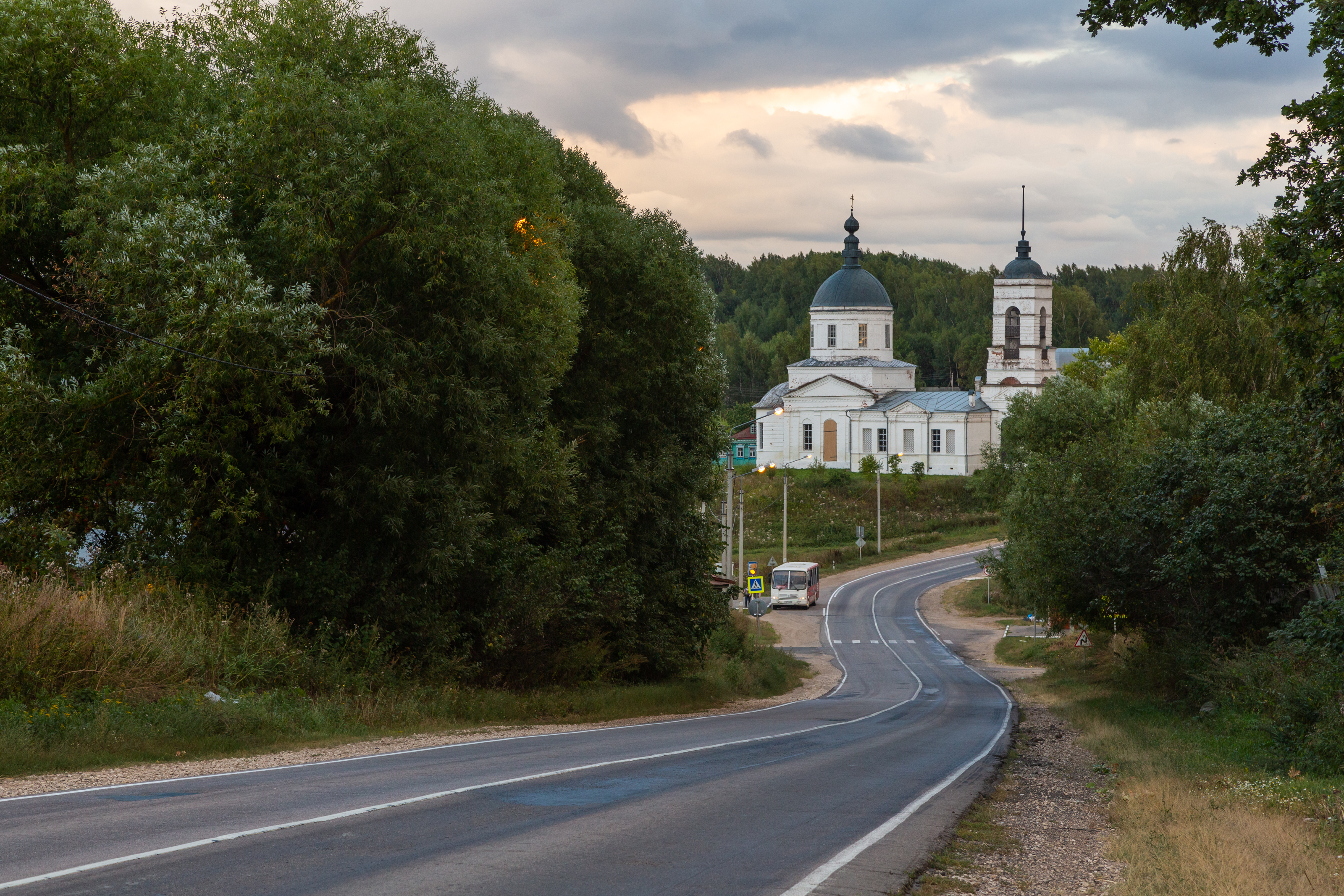
Koutoukové.
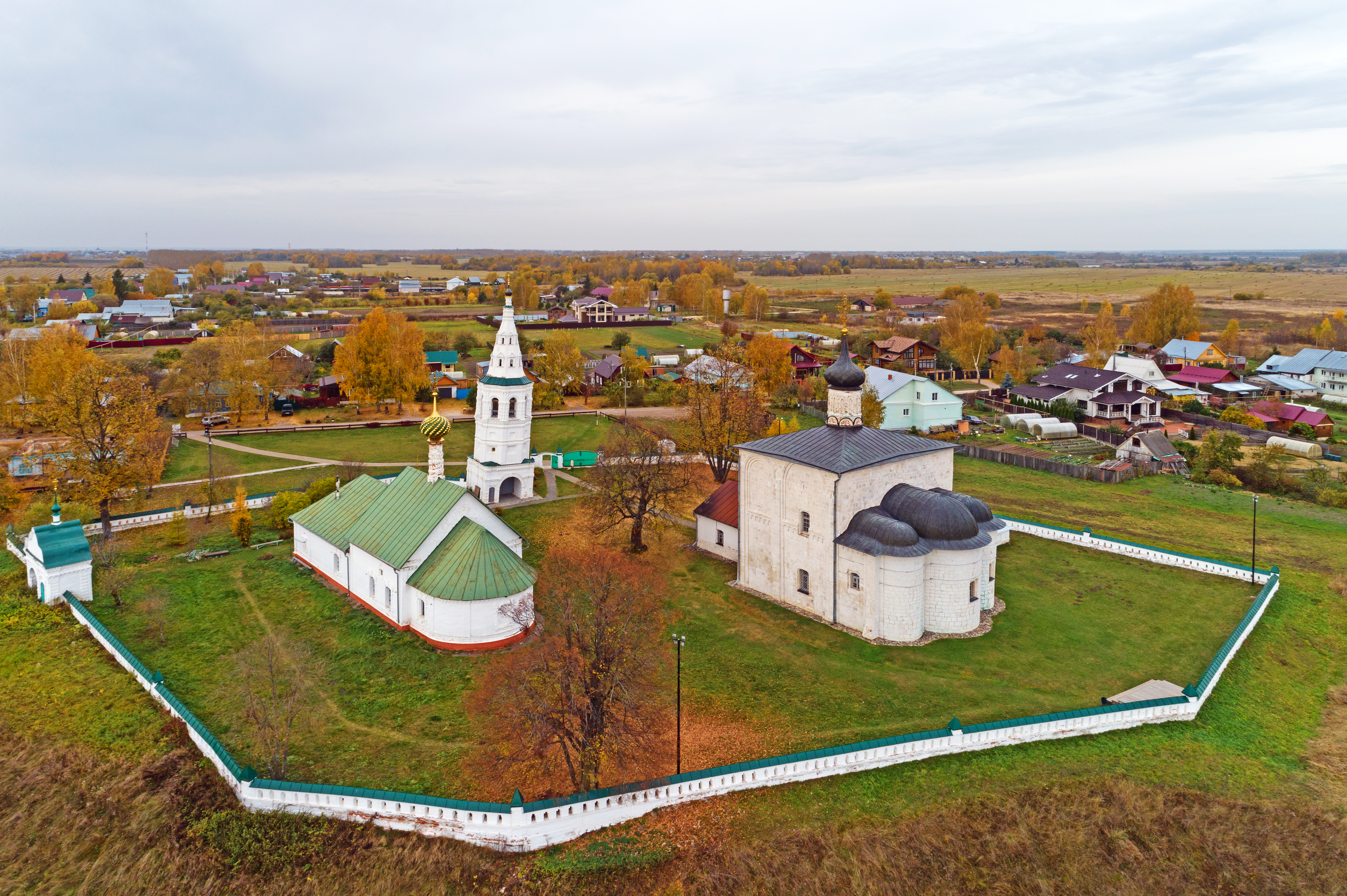
Kidekcha.
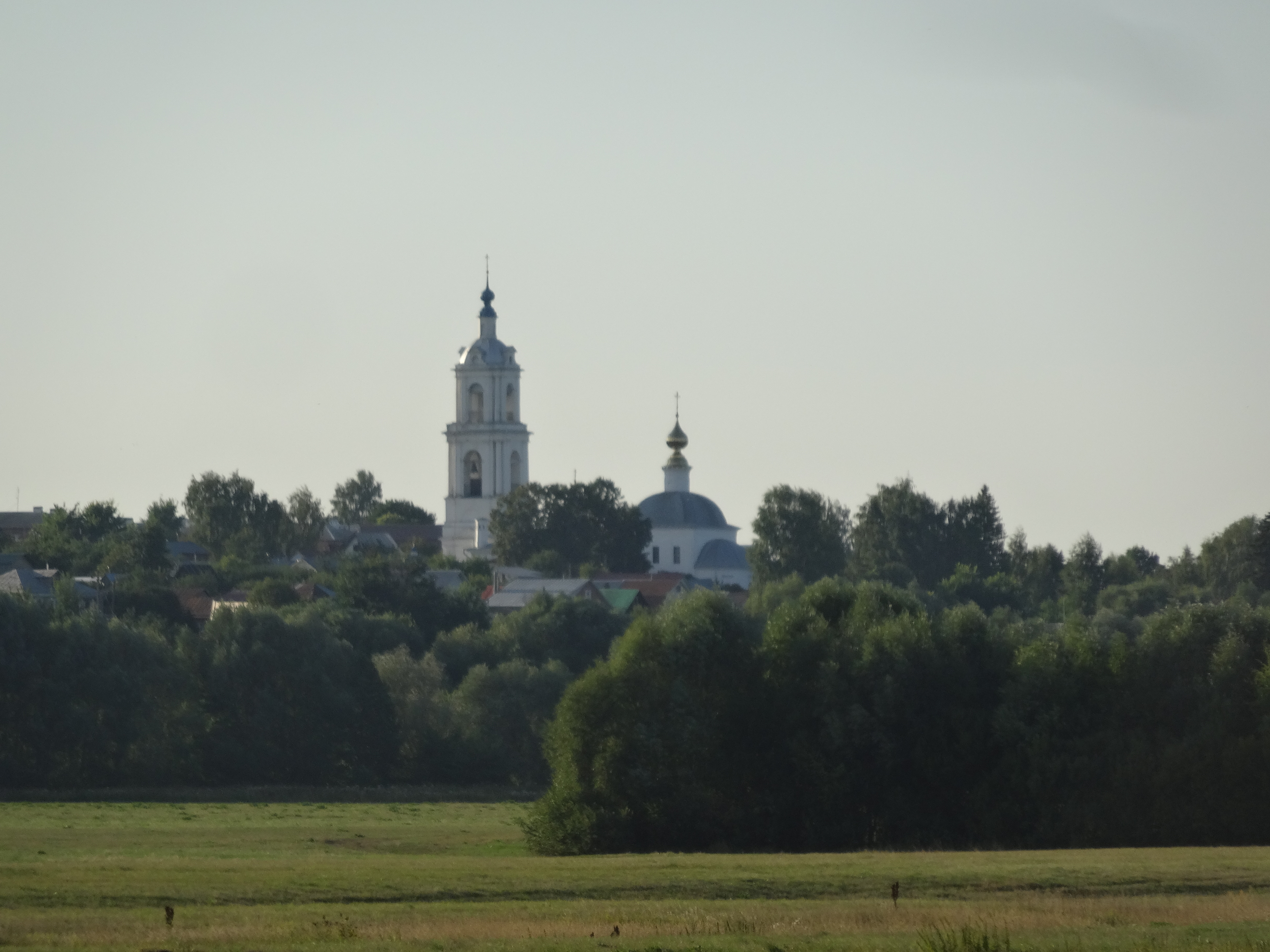
Poretskoïe
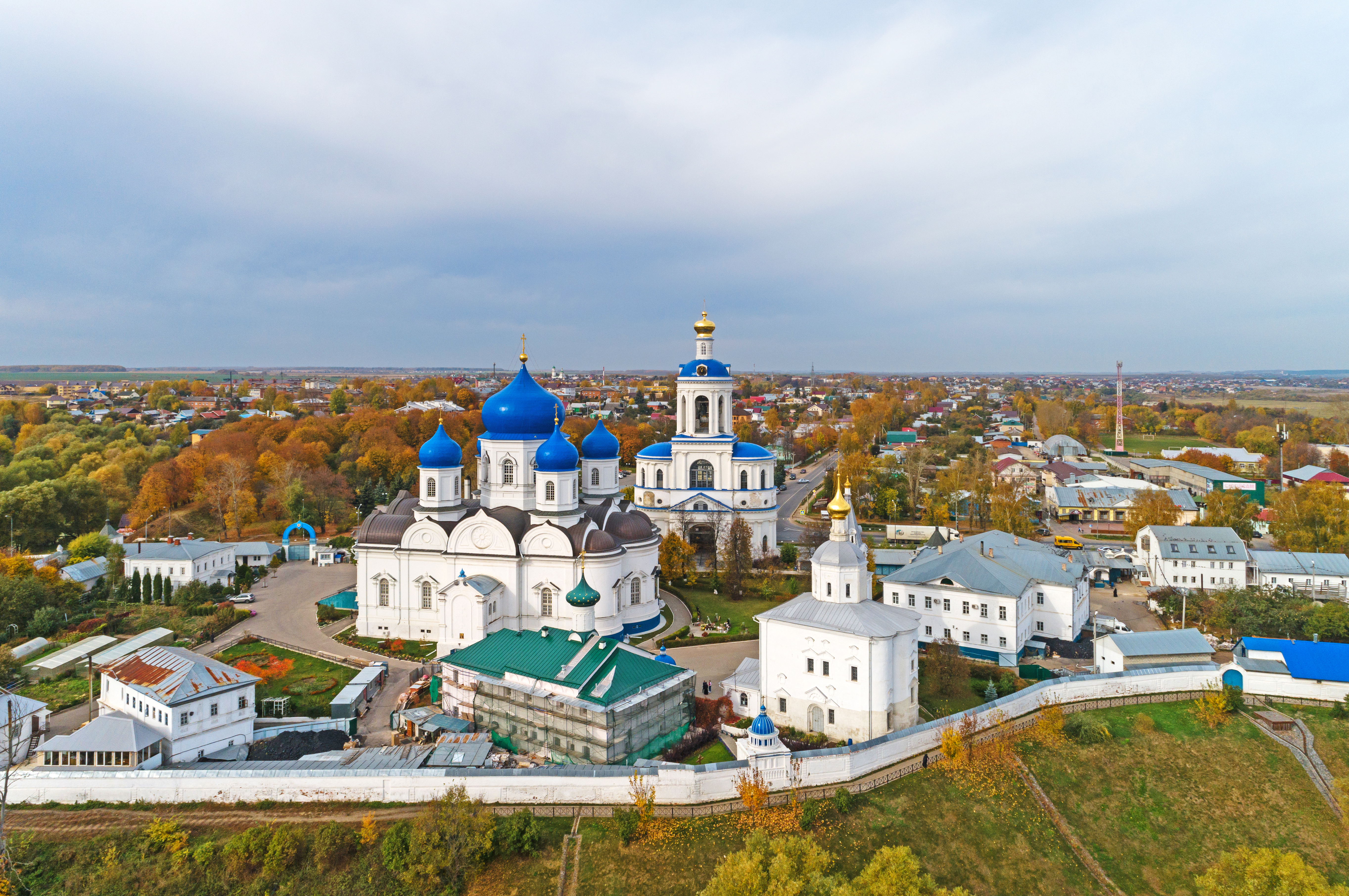
Bogolioubovo.

## Population et société

### Démographie
La population au sein même des localités est inégalement répartie. Selon le recensement de 2021, 52 localités (37,68 % du total) avaient une population supérieure à 100 habitants, dont 42 (30,43 % des localités)  entre 113 et 941 habitants ; ainsi que 10 localités (7,25 % du total) avec une population supérieure à 1 000 habitants. Par contre, 18 localités (13,04 % des localités) ont une population comprise entre 1 et 9 habitants, et 60 (43,48 % des localités) entre 10 et 99 habitants. Et il restait aussi 8 localités, soit 5,8 % du total, qui n'avaient tout simplement pas d'habitants.
Recensements et estimations de la population,:
| 1929   | 1939*  | 1959*  | 1970*  | 1979*  | 1989*  | 2002*  | 2010*  |
| ------ | ------ | ------ | ------ | ------ | ------ | ------ | ------ |
| 49 364 | 39 771 | 25 266 | 26 549 | 37 071 | 39 670 | 39 736 | 44 114 |

| 2011   | 2012   | 2013   | 2014   | 2015   | 2016   | 2017   | 2018   |
| ------ | ------ | ------ | ------ | ------ | ------ | ------ | ------ |
| 44 148 | 44 057 | 44 028 | 43 997 | 44 102 | 43 759 | 43 423 | 43 117 |

| 2019   | 2020   | 2021*  | 2023   | - | - | - | - |
| ------ | ------ | ------ | ------ | - | - | - | - |
| 42 647 | 43 768 | 46 084 | 46 468 | - | - | - | - |

### Ethnies
Résultats d'après le recensement de 2021:
| Ethnies     | Nombre de personnes, personnes | %     |
| ----------- | ------------------------------ | ----- |
| Russes      | 43 389                         | 94,15 |
| Arméniens   | 366                            | 0,79  |
| Ukrainiens  | 183                            | 0,40  |
| Tatars      | 105                            | 0,23  |
| Tsiganes    | 98                             | 0,21  |
| Tadjiks     | 92                             | 0,20  |
| Ouzbeks     | 88                             | 0,19  |
| Tchouvaches | 69                             | 0,15  |
| Azéris      | 63                             | 0,14  |
| Géorgiens   | 56                             | 0,12  |
| Autres      | 1575                           | 3,42  |
| Total       | 46 084                         | 100   |